# 地上之星／车前灯·车尾灯
《地上之星／车前灯·车尾灯》（日语：地上の星/ヘッドライト・テールライト）是日本女歌手中岛美雪的第37张单曲，由雅马哈音乐传播于2000年7月19日在日本发行。

## 收录歌曲
全曲 作詞・作曲：中島みゆき、編曲：瀬尾一三
1. 地上之星
調：D小調（後半部分转为降E小調）[1]
2. 车前灯·车尾灯
調：A大調
3. 地上之星（TV MIX）
4. 车前灯·车尾灯（TV MIX）

### 出典
1. ↑  . Jトータルミュージック.   [2016-08-06]. （原始内容存档于2016-10-25）.